# 1993 في بوروندي
فيما يلي قوائم الأحداث التي وقعت خلال عام 1993 في بوروندي.

## سياسة

### تعيين في المنصب
- 10 يوليو – ملشيور ندادايي رئيس بوروندي.

### انتهاء فترة المنصب
- 10 يوليو – بيير بويويا رئيس بوروندي.
- 21 أكتوبر – ملشيور ندادايي رئيس بوروندي اغتيل الرئيس على يد متطرفين من التوتسي ما أدى إلى وقوع إبادات جماعية أخرى ضد التوتسي ودخول البلاد في حرب أهلية.[1]

## مواليد

### أغسطس
- 4 أغسطس – سايدو بيراهينو لاعب كرة قدم بوروندي.

## وفيات

### أكتوبر
- 21 أكتوبر – ملشيور ندادايي (مواليد 1953) رئيس بوروندي.